# Asteliaphasma naomi
Asteliaphasma naomi är en insektsart som först beskrevs av John Tenison Salmon 1991.  Asteliaphasma naomi ingår i släktet Asteliaphasma och familjen Diapheromeridae. Inga underarter finns listade.